# Hugging Face
Hugging Face é uma empresa franco-americana que desenvolve ferramentas para construção de aplicativos usando aprendizado de máquina, com sede na cidade de Nova Iorque. É mais notável por sua biblioteca de transformadores construída para aplicativos de processamento de linguagem natural e sua plataforma que permite aos usuários compartilhar modelos e conjuntos de dados de aprendizado de máquina.

## História
A empresa foi fundada em 2016 pelos empresários franceses Clément Delangue, Julien Chaumond e Thomas Wolf na cidade de Nova Iorque, originalmente como uma empresa que desenvolvia um aplicativo chatbot voltado para adolescentes. Depois de abrirem o código-fonte do modelo por trás do chatbot, a empresa passou a se voltar mais ao aprendizado de máquina e relacionados, também de código aberto.
Em 28 de abril de 2021, a empresa lançou o BigScience Research Workshop em colaboração com vários outros grupos de pesquisa para lançar um modelo de linguagem em larga escala. Em 2022, anunciou-se também o BLOOM, modelo de linguagem com cerca de 176 bilhões de parâmetros.
Em 21 de dezembro de 2021, a empresa anunciou a aquisição da Gradio, uma biblioteca de software usada para fazer versões de testes (as chamadas "demo") de modelos de aprendizado de máquina em navegadores.
Em 13 de maio de 2022, a empresa apresentou seu Programa Estudante Embaixador para ajudar a cumprir uma meta estabelecida de aumentar o ensino sobre aprendizado de máquina a 5 milhões de pessoas até 2023.
Em fevereiro de 2023, a empresa anunciou parceria com Amazon Web Services (AWS). A empresa também disse que a próxima geração do BLOOM será executada no Trainium, um acelerador de aprendizado de máquina criado pela própria AWS.

## Serviços e tecnologias

### Biblioteca de Transformadores
A biblioteca Transformers é um acervo em Python que contém implementações de código aberto de modelos de  transformadores para tarefas de texto, imagem e áudio. É compatível com as bibliotecas de aprendizagem profunda PyTorch, TensorFlow e JAX e inclui implementações de modelos notáveis como BERT e GPT-2.

### Hugging Face Hub
O Hugging Face Hub é uma plataforma (serviço web centralizado) para hospedagem de: 
- Repositórios de código baseados em Git, incluindo discussões para projetos.
- modelos, também com controle de versão baseado em Git;
- base de dados, principalmente em texto, imagens e áudio;
- aplicações web ("espaços" e "widgets"), destinadas a demonstrações em pequena escala de aplicações de aprendizagem automática.

### Outras bibliotecas
Além do Transformers e do Hugging Face Hub, esse ecossistema também conta com bibliotecas para outras tarefas, como processamento de conjuntos de dados ("Datasets"), avaliação de modelo ("Evaluate"), simulação ("Simulate"), demonstrações de aprendizado de máquina ("Gradio").